# بارتيموليو سكابي
بارتيموليو سكابي (c. 1500 – 13 أبريل 1577) هو أحد طهاة عصر النهضة. منشأة يثير بعض التكهنات لكن بحسب بعض الأبحاث الأخيرة يشير إلى أنه من دومينزا بإقليم لومبارديا الإيطالي، وفقا للنقش على لوحة حجرية في كنيسة وينو. عرف لأول مرة في حياته في أبريل 1536 عندما قام بتنظيم مأدبة بينما كان في خدمة الكاردينال لورنزو كاميجويو. ثم بعض ذلك شغل عدة مناصب في خدمة كرادلة أخريين ثم خدم عند البابا بيوس الرابع. بعدها دخل الخدمة في مطبخ الفاتيكان، وأستمر في العمل طاهيا للبابا بيوس الخامس. أكتسب شهرة في 1570 عندما نشر له كتاب طبخ ضخم أسمه أوبرا ديلارتى كوكيناري cucinare. حيث يسرد الكتاب ما يقرب من 1000 وصفات من مطبخ عصر النهضة ويصف تقنيات الطبخ وأدواته في تلك الفترة.